# Bidil

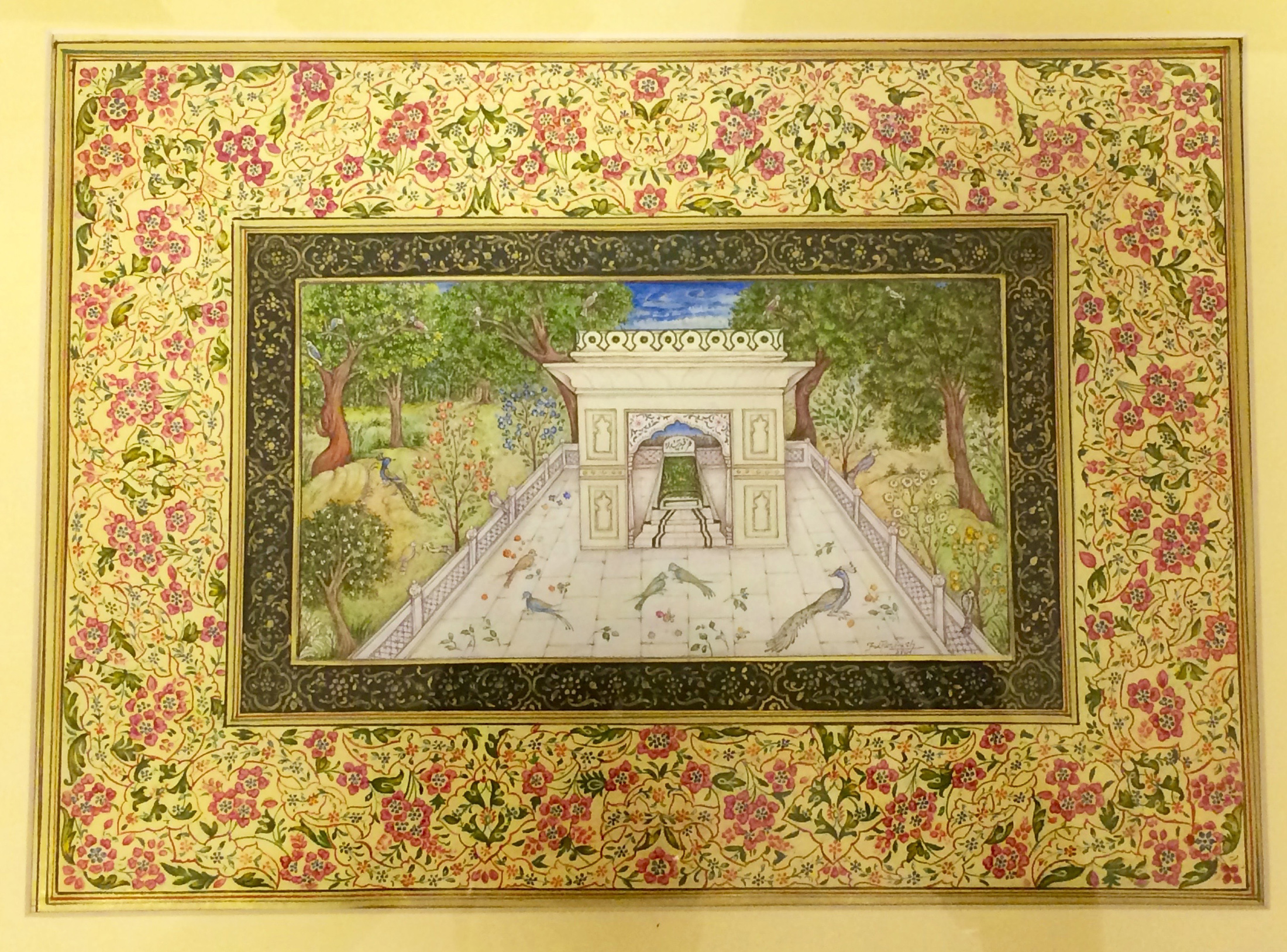
Miniaturzeichnung des Grabes von Abd al-Qadir Bidil in Delhi

Abd al-Qadir Bidil (persisch عبدالقادر بيدل ‘Abd al-Qādir-i Bīdil; * 1645 in Patna; † 1721 in Delhi) war ein persischsprachiger Dichter aus Indien, der als Meister des indischen Stils bekannt ist.

## Name
Der volle Name des Dichters lautet persisch ابوالمعانی میرزا عبدالقادر بن عبدالخالق ارلاس, DMG Abū’l-Ma‘ānī Mīrzā ‘Abd al-Qādir b. ʿAbd al-Ḫāliq-i Arlās. 
Sein Laqab Bidil bedeutet im Persischen „[Derjenige] ohne Herz“; damit ist vor allem im Sinne der islamischen Mystik gemeint, dass sein Herz nicht mehr in ihm selbst, sondern in Gott geborgen sei. Der Beiname wird teilweise auch als Bedil oder Bidel ins Deutsche transkribiert. Diese unterschiedlichen, jedoch irrelevanten Aussprachen der Vokale ergeben sich aus deren unterschiedlicher Gewichtung in den einzelnen Dialekten des Persischen. 
Aufgrund seines langen Wirkens in der Stadt Delhi wird seinem Namen meistens auch die Nisba „von Delhi“ (arab.-persisch دهلوى Dihlawī) hinzugefügt, auch wenn er ursprünglich nicht aus Delhi stammte.

## Leben
Bidil wurde in Patna in die Sippe der Arlas hineingeboren, die tschaghataischer Herkunft war. Seine Muttersprache war Bengalisch, aber er war auch mit der Vorgängersprache des heutigen Urdu (persisch ريخته, DMG Rīḫta), dem Sanskrit sowie dem Tschaghataischen (damals als Türkī, „Türkisch“, bekannt) vertraut. Persisch und Arabisch lernte er in der Grundschule. 
Nach dem Tod seiner Eltern nahm ihn sein Onkel Mirza Qalandar, der sich der Dichtkunst widmete und mit einigen der berühmtesten Sufis seiner Zeit bekannt war, in seine Obhut. Diese Sufi-Freunde prägten die Persönlichkeit des Jungen nachhaltig und förderten sein dichterisches Talent. So schrieb er sein erstes Gedicht im Alter von zehn Jahren. Danach begann er mit dem Studium der klassischen persischen Dichter und vollendete auf diese Weise sein eigenes dichterisches Können. Außerdem kam er zu jener Zeit mit dem Sufismus in Berührung und entschied sich für dessen spirituellen Weg, ohne jedoch selbst Mitglied eines Sufi-Ordens zu werden.
In seiner Dichtkunst orientierte sich Bidil zunächst an der Sprache der Meister des iranischen Hochlandes, bis er sich nach seiner Übersiedlung nach Delhi im Jahre 1664 zunehmend an dem persischen Stil, so wie er in Indien vorherrschte, ausrichtete. Ferner diente er im Heer des Mogulprinzen Muhammad Azam (DMG A‘ẓam), aber quittierte seinen Dienst, da er sich weigerte, Lobgedichte (arab. qaṣīda) auf den Prinzen zu verfassen. Dennoch hielt er weiterhin freundschaftlichen Kontakt mit einigen hochgestellten Persönlichkeiten an dessen Hof.
Bidil bereiste weite Teile Indiens und traf dabei auf viele Menschen unterschiedlicher religiöser Überzeugungen, darunter viele Hindus, von denen einige zu seinen Schülern wurden, was seine große Toleranz gegenüber Menschen anderer Glaubensvorstellungen bestätigt. Außerdem war er mit der Hindu-Philosophie so sehr vertraut, dass ihm sogar nachgesagt wurde, er könne das Mahabharata auswendig aufsagen. Doch gibt es hierfür keinen schriftlichen Beleg.
Bidil starb in Delhi, wo seine Grabstätte über einen längeren Zeitraum Ziel alljährlich stattfindender Pilgerfahrten war, bis es infolge der Überfälle des Nadir Schah, der Marathen sowie der Afghanen im Verlauf des 18. Jahrhunderts durch Schändungen und Plünderungen weitgehend vernichtet wurde. Das derzeitige Grabmal entstand erst in jüngerer Zeit. Es liegt im Bagh-e-Bedil (= „Garten des Bidil“) schräg gegenüber vom Pragati Maidan und der Purana Qila neben dem National Sports Club of India in der Mathura Road von Delhi.

## Bedeutung und Wirkung
Bidil, der den indischen Stil der persischen Dichtkunst maßgeblich geprägt hat, passte die klassische persische und indo-persische Poesie den Bedürfnissen seiner Zeit an. So sind in seinem Werk die verschiedenartigsten Richtungen der indo-persischen Dichtkunst vertreten, und sein dichterisches Schaffen zeugt von dem unablässigen Bemühen, das Rätsel der Existenz zu begreifen. Dieses Bemühen führte ihn hin zu einem universalen Denken: Nicht nur die menschliche, sondern auch andere Formen der Existenz befinden sich auf dem Weg einer unaufhörlichen Bewegung nach oben. Dies gilt selbst für die Haltestationen auf diesem Weg. Außerdem spielt in seinem dichterischen Schaffen eine Art Ur-Existentialismus eine Rolle, so dass einige Literaturwissenschaftler ihn bereits als Vorgänger des französischen Existentialismus bezeichnet haben. Möglicherweise liegt einer der Gründe für diese Annahme darin, dass er sich um die Grundproblematik der menschlichen Existenz kümmerte und sein dichterisches Können darauf auslegte, der Wahrheit durch den Blick nach innen auf die Spur zu kommen. Ebenfalls typisch für seine mystisch orientierte Haltung war sein vorwärts gerichteter Blick auf das Leben an sich, was zugleich eine grundlegende Skepsis im philosophischen Sinne einschloss. In dieser Hinsicht nahm sein Werk grundlegenden Einfluss auf moderne Dichter, wie Muhammad Iqbal. Außerdem erhielten die alten Themen der Sufis, darunter vor allem Ibn Arabi, über den Ursprung des Menschen, die Erschaffung der Welt sowie die Beziehung zwischen Gott, dem Universum und dem Menschen neuen Anstoß. Wie schon zuvor Ibn Arabi, betrachtet er die Atmosphäre, „Atem des Barmherzigen“ (persisch نفس رحمانى, DMG Nafas-i raḥmānī), als substanziell für Welt und Geist. Alles andere, wie Minerale, Pflanzen und Tiere, hingegen seien ein Werk der Natur, entstanden aus einem einzigen Wort jenes „Atems des Barmherzigen“.
Bereits ab dem ausgehenden 18. Jahrhundert gehörte es in Transoxanien zum dichterischen Alltag, Gedichte wie auch Prosa im Stil des Bidil zu verfassen. Seine Werke wurden schon in der Grundschule gelehrt, während viele seiner Gedichte in die volkstümliche Poesie eingingen und sogar von Koranrezitatoren gesungen wurden. Daraus wird ersichtlich, wie der Einfluss seines Werkes im Laufe der Zeit auf die indo-persische, afghanische, tadschikische, aber auch Urdu-Literatur zugenommen hatte und bei jeder neuen Generation von Dichtern in Zentralasien spürbaren Widerhall fand. Wenigstens bis ins frühe 20. Jahrhundert war sein Leitbild unangefochten.
In Afghanistan gibt es an bestimmten Orten immer wiederkehrende, „Bidil-Lesung“ (persisch بيدل خوانى, DMG Bīdil-ḫwānī) genannte Zusammenkünfte mit Rezitationen aus dem dichterischen Werk, aber auch aus philosophischen Texten des Bīdil. Darüber hinaus spielte er eine tragende Rolle bei der Ausformung der Urdu-Dichtkunst, indem der Indische Stil des Persischen auf diese Sprache angewandt wurde.
Die insbesondere durch Bidil repräsentierte Formensprache des indischen Stils zeichnet sich durch Symmetrie und Rationalismus auf genau definierten Normen der Erfahrung und des Fühlens aus. Dabei werden Emotionen und Gedanken gleichsam mathematisch behandelt, indem Gefühlsaspekte in Form von Sinn-Bildern wie Zahlen addiert, subtrahiert, multipliziert und in unendlich kleine Bruchteile dividiert werden können. Das Ergebnis stellt sich als komplexe Knappheit im Ausdruck dar, was als Merkmal für diesen Stil bezeichnend ist.
Im Laufe des 18. Jahrhunderts spielten Geist und Form des indischen Stils eine tragende Rolle bei der Ausformung der Urdu-Literatur, zu deren modernen Vertretern insbesondere der auf Persisch wie auf Urdu schreibende Muhammad Iqbal zählt.
Aufgrund all dessen sowie der Verbindung von Sufitum mit höchster Meisterschaft persischer Dichtkunst wird in der Literaturwissenschaft Bidil zu den zentralen Figuren der Moghulzeit gerechnet.

## Rezeption
Bidil wird heute vor allem in Afghanistan und Tadschikistan gelesen und verehrt. In den 1970er Jahren wurde Bidil an iranischen Universitäten als „Dichter mit dem indischen Stil“ bezeichnet und wegen seiner besonderen Allegorien, Übertreibungskunst, komplexen Texte, Ambiguitäten und Paradoxen seiner literarischen Aussagen beinahe als Dissident betrachtet. Da sein philosophisch orientierter literarischer Stil aus heutiger Perspektive ziemlich komplex erscheint, fand er in Iran über einen langen Zeitraum kaum Anerkennung.
Trotz der komplizierten abstrakten Begrifflichkeiten seiner Bildersprache sowie seiner Über- und Untertreibungen hat Bidil in Afghanistan eine große Bedeutung, da der Dialekt des dort gesprochenen Persischen (Darī) mit dem in Indien gesprochenen Äquivalent in Aussprache und Wortschatz weitgehend übereinstimmt, wohingegen sich das in Iran gesprochene Persisch etwas unterscheidet. Bidil ist vor allem auch bei afghanischen Jugendlichen beliebt, die indische Lieder oder Ghazal-Gedichte mit indischem Versmaß aus der afghanischen Musik kennen.

## Werk

### Ghaselen
(arab.-persisch غزليات, DMG Ġazalīyāt)
Die bei der Gedichtform Ghaselen schon bei seinen Vorgängerdichtern erkennbare Bildersprache, die in ihrer Symbolik und Metaphorik den „Schleier“ der Welt vor dem Glanz Gottes versinnbildlicht, erreicht in den Ghaselen des Bidil ihren Höhepunkt. In ihrer komplexen, durchgeistigten Aussagekraft sind sie ohne Wissen um ihren mystischen Hintergrund kaum zu fassen.

### Lobgedichte, Elegien
(arab.-persisch قصائد, DMG Qaṣā’id)
Die verhältnismäßig wenigen Lobgedichte, die von Bidil überliefert sind, zeugen eher von seiner Dankbarkeit als von einer etwaigen Sucht um Anerkennung. In seinem großen Lobgedicht auf den Propheten Mohammed und dessen Schwiegersohn ʿAlī ibn Abī Tālib ahmt er den Stil des Chaqani von Schirwan (um 1121–1190) nach.

### Zweizeiler
(arab.-persisch مثنوى, DMG Mas̱nawī)
Bidil schrieb vier Werke in Form des Zweizeilers:

#### „Der unermessliche Kosmos“
(persisch محيط اعظم, DMG Muḥīṭ-i a‘ẓam, 1667)
In mehreren tausend Doppelversen in acht Kapiteln beschrieb er die Erschaffung des Kosmos. Dabei folgte er der Auffassung des Ibn Arabi über die „Einheit der Existenz“.

#### „Der Talisman der Verwirrung“
(persisch طلسم حيرت, DMG Ṭilism-i ḥayrat, 1669)
Im Talisman der Verwirrung (oder: ... gegen die Verwirrung) befasste sich Bidil mit dem Wesen und den Attributen Gottes, dem Plan der Schöpfung sowie mit der körperlichen und geistigen Existenz des Menschen. Wie beim Parlament der Vögel des Attar thematisierte auch Bidil die zwiespältige Beziehung zwischen Seele und Körper, wobei er die verschiedenen Kräfte, die der Seele dienen, sowie die Ursache des Leidens und dessen mögliche Linderung ausführlich darlegte.

#### „Der Berg der [Gottes-] Erkenntnis“
(persisch طور معرفت, DMG Ṭūr-i ma‘rifat, 1667/68)
Er zeichnete darin in 1.100 Doppelversen das Bild des Bairatgebirges, wo er eine Zeit lang verweilte.

#### „Gnosis“ bzw. „Mystik“
(arab.-persisch عرفان, DMG ‘Irfān, 1712)
Dieser größte seiner Zweizeiler umfasst Themen mit mystischem und philosophischem Inhalt, darunter vor allem das Eindringen der bereits existierenden Seele in die Niederungen der materiellen Welt, was schließlich zur Geburt des Menschen führt. Ebenso bezog er sich darin auf bestimmte Vorstellungen, wie die Seelenwanderung im Hinduismus (arab. tanāsuḫ; sanskr. Samsara). Somit bildet dieses Werk den Kern der vielschichtigen Weltsicht des Bidil und zählt zu den durchdachtesten mystischen Gedichten der persischen Literatur überhaupt.

### Prosawerke
Bidil verfasste seine Autobiografie „Die vier Elemente“ (persisch چهار عنصر, DMG Čahār ‘unṣur) zwischen 1680 und 1694 in Form gereimter Prosa, in die Ghaselen, Vierzeiler (arab.-persisch رباعيات, DMG Rubā‘īyāt), Zweizeiler (arab.-persisch مثنوى, DMG Mas̱nawī) und Kurzgedichte (arab.-persisch قطعه, DMG Qiṭ‘a) eingestreut sind. Wie der Titel bereits andeutet, besteht das Werk aus vier, den Elementen Luft, Wasser, Feuer und Erde zugeordneten Kapiteln. Seine Biografie enthält Angaben zu seiner Kindheit, zu seinen religiösen Erfahrungen, zu seinen Reisen sowie zu seinen mystischen und philosophischen Standpunkten, wie beispielsweise über die Natur der Seele, über die Bedeutung der Träume und über den Nutzen von Reden und Schweigen.

### Meinungsäußerungen
(arab.-persisch نكات, DMG Nikāt)
Hier befasste sich Bidil in Form von Vierzeilern, Kurzgedichten, Ghaselen, Zwei- und Fünfzeilern (arab.-persisch مخمس, DMG Muḫammas) hauptsächlich mit Themen der Philosophie und Mystik, wobei einige Gedichte mit gesellschaftlichem Bezug auch durchaus satirisch gehalten sind.

### Briefe
(arab.-persisch رقعات, DMG Ruqa‘āt)
Es handelt sich hier um den Briefwechsel mit Nawab Shukrullah Khan und weiteren mogulischen Würdenträgern, mit seinem Lehrmeister ‘Abd al-‘Azīz ‘Izzat und mit seinen Schülern, darunter mit Nizam Asaf Jah I., dem Begründer des Herrscherhauses der Asaf-Jahi in Hyderabad.